# Budinščak
Budinščak falu Horvátországban, Varasd megyében. Közigazgatásilag Donja Voćához tartozik.

## Fekvése
Varasdtól 25 km-re nyugatra, községközpontjától Donja Voćától 6 km-re északnyugatra a Zagorje hegyei között közvetlenül a szlovén határ mellett fekszik.

## Története
1857-ben 169, 1910-ben 250 lakosa volt. A trianoni békeszerződésig Varasd vármegye Ivaneci járásához tartozott. 2001-ben  a falunak 150 lakosa volt.

## Külső hivatkozások
- Donja Voća község hivatalos oldala
- A község független információs portálja